# Amt Driburg
Das Amt Driburg war ein bis 1969 bestehendes Amt im ostwestfälischen Kreis Höxter in Nordrhein-Westfalen. Seine historischen Vorgänger waren die Vogtei Driburg im Hochstift Paderborn sowie der Kanton Driburg.

## Geographie
Das Amt Driburg lag im Südwesten des Kreises Höxter. An das Amt grenzten im Uhrzeigersinn beginnend im Norden die Ämter Nieheim und Brakel (Kreis Höxter), der Kreis Warburg, die Stadt Bad Driburg (Kreis Höxter), der Kreis Paderborn sowie die Gemeinde Grevenhagen, die eine Exklave des Kreises Detmold bildete.

## Vorgeschichte

### Die Vogtei Driburg
Die Vogtei Driburg war bis zu den Napoleonischen Kriegen eine Verwaltungseinheit im Hochstift Paderborn. Sie umfasste die Stadt Driburg sowie die Orte Alhausen, Buke, Erpentrup, Langeland, Reelsen und Schwaney.

### Der Kanton Driburg
Nachdem das Gebiet des Hochstifts 1807 an das Königreich Westphalen gefallen war, wurden neue Verwaltungsstrukturen nach französischem Vorbild geschaffen; meistens ohne Berücksichtigung historischer Gebietsgrenzen. Zum Kanton Driburg gehörten die Stadt Driburg sowie die Gemeinden Alhausen, Altenbeken, Buke, Erpentrup, Herste, Langeland, Pömbsen und Reelsen. Im Jahre 1810 hatte der Kanton Driburg 4252 Einwohner. Der Kanton gehörte zum Distrikt Höxter im Departement der Fulda des Königreichs und fiel 1813 an Preußen. 1816 wurde der überwiegende Teil des Kantons dem neuen Kreis Brakel zugeschlagen und bestand in diesem als Verwaltungsbezirk fort. Die beiden Gemeinden Altenbeken und Buke kamen zum neuen Kreis Paderborn. Der gesamte Kreis Brakel mitsamt dem Verwaltungsbezirk Driburg wurde 1832 in den Kreis Höxter eingegliedert. 1836 erhielt die Stadt Driburg die preußische revidierte Städteordnung und wurde dadurch ein eigener Verwaltungsbezirk.

## Das Amt Driburg
Im Rahmen der Einführung der westfälischen Landgemeinde-Ordnung von 1841 wurden aus den unterhalb der Kreisebene bestehenden Verwaltungsbezirken, sofern es sich nicht um Städte gemäß der revidierten Städteordnung handelte, Ämter gebildet. Im Kreis Höxter wurde dadurch aus dem Verwaltungsbezirk Driburg das Amt Driburg. Die Stadt Driburg gehörte dem Amt nicht an, war aber Verwaltungssitz des Amtes.
Das Amt gliederte sich in die sechs Gemeinden Alhausen, Erpentrup, Herste, Langeland, Pömbsen und Reelsen, von denen keine das Stadtrecht besaß. 
Die Gemeinden des Amts hatten bei der letzten Volkszählung vor der Amtsauflösung am 6. Mai 1961 eine Wohnbevölkerung von 3012 Einwohnern. Der Fortschreibung der Volkszählungsergebnisse zufolge stieg diese Zahl bis Ende 1967 auf 3180 Einwohner. Bei einer Fläche von 45,77 km² ergab sich eine durchschnittliche Bevölkerungsdichte von 69 Einwohnern pro Quadratkilometer, die weit unter dem Kreisdurchschnitt von 140 Einwohnern pro Quadratkilometer lag. Damit war das Amt das zweitkleinste des Kreises und gleichzeitig das mit der geringsten Bevölkerungsdichte. Die folgende Übersicht zeigt die sechs Gemeinden mit Bevölkerungs- und Gebietsstand vom 31. Dezember 1967:
| Name        | Einwohner | Fläche in km² |
| ----------- | --------- | ------------- |
| Alhausen    | 572       | 7,56          |
| Erpentrup   | 191       | 4,91          |
| Herste      | 712       | 8,48          |
| Langeland   | 260       | 3,70          |
| Pömbsen     | 791       | 13,60         |
| Reelsen     | 654       | 7,52          |
| Amt Driburg | 3180      | 45,77         |

Aufgrund eines Gebietsänderungsvertrages vom 14. Dezember 1968 und § 4 des „Gesetzes zur Neugliederung des Kreises Höxter“ vom 2. Dezember 1969, das in § 8 Abs. 4 auch den Gebietsänderungsvertrag bestätigt, schlossen sich die Stadt Bad Driburg und die Gemeinden des Amtes zum 1. Januar 1970 zur neuen Stadt Bad Driburg zusammen. Das Amt Driburg wurde aufgelöst. Rechtsnachfolgerin ist die Stadt Bad Driburg.

## Einwohnerentwicklung
| Jahr | Einwohner | Quelle |
| ---- | --------- | ------ |
| 1864 | 2284      | [ 8 ]  |
| 1871 | 2164      | [ 9 ]  |
| 1885 | 2068      | [ 10 ] |
| 1895 | 2130      | [ 11 ] |
| 1910 | 2275      | [ 12 ] |
| 1925 | 2530      | [ 13 ] |
| 1939 | 2581      | [ 13 ] |
| 1950 | 3695      | [ 14 ] |
| 1961 | 3012      | [ 15 ] |
| 1968 | 3161      | [ 16 ] |